# Włókno Reissnera
Włókno Reissnera (ang. Reissner's fibre) – bezkomórkowa struktura anatomiczna znajdywana niekiedy w świetle wodociągu mózgu, czwartej komory i kanału rdzenia kręgowego, odchodząca od narządu podspoidłowego (SCO). Przypuszczalnie powstaje wskutek egzocytozy ziarnistości wydzielniczych tego narządu do światła układu komorowego.
Włókno Reissnera znajdywano u wielu gatunków zwierząt: ryb chrzęstno- i kostnoszkieletowych, gadów, ptaków, ssaków. Nie opisywano go u niektórych gatunków zwierząt: ryjówek, jeży, nietoperzy, wielbłądów i szympansów. Obecność włókna Reissnera u ludzi jest kontrowersyjna; wydaje się, że dorośli nie mają tej struktury, opisano ją bowiem jedynie u czternastoletniego chłopca i w 15- i 16-tygodniowych zarodkach.
Funkcja włókna również budziła kontrowersje: proponowano, że odgrywa rolę w czuciu zapachu, widzeniu, ośrodkowym odbieraniu bodźców czuciowych, eliminacji niepotrzebnych metabolitów komórek, percepcji ruchów ciała, a także że nie pełni żadnej funkcji.
Opisał ją po raz pierwszy w 1860 roku dorpacki profesor anatomii, Ernst Reissner, w swojej pracy poświęconej ośrodkowemu układowi nerwowemu minoga rzecznego. Termin "włókna Reissnera" wprowadził do literatury Konstantin Kuczin z Uniwersytetu w Kazaniu w 1863 roku. 